# Pieczęć stanowa Arkansas

Pieczęć stanowa Arkansas

Pierwsza pieczęć stanowa Arkansas została zaprojektowana w 1864 roku. W obecnej formie od 1907 r. Przedstawia Anioła Miłosierdzia (ze wstęgą Mercy), miecz z napisem Justice (sprawiedliwość), Boginię Wolności (powyżej) oraz orła, będącego uproszczoną formą godła USA. W dziobie trzyma on wstęgę z łacińską frazą Regnat Populus - jest to stanowe motto: Rządy ludu. Przed orłem znajduje się tarcza herbowa zawierająca statek parowy, pług, ul i pszenicę. Symbolizują gospodarkę przemysłowo-rolniczą.